# Anna Demidova

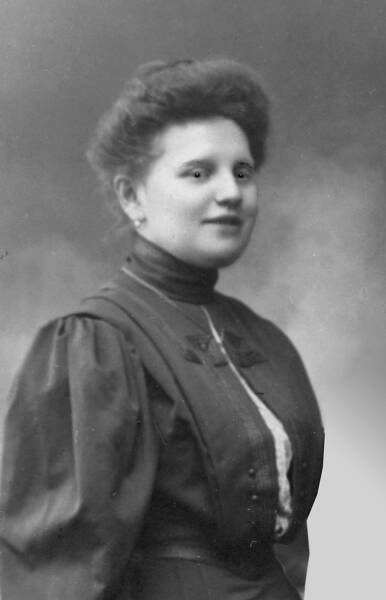
Anna Demidova

Anna Stepanovna Demidova (Russisch: Анна Степановна Демидова ) (Tsjerepovets, 26 januari 1878 - Jekaterinenburg, 17 juli 1918) was een hofdame in dienst van keizerin Alexandra van Rusland. Ze ging samen met de keizerlijke familie Romanov in ballingschap nadat ze werden gearresteerd. Op 17 juli 1918 werd Demidova samen met Alexandra en de familie Romanov geëxecuteerd.
Demidova had de ballingschap van de Romanovs in het Siberische Tobolsk en daarna in Jekaterinenburg gedeeld volgend op de Russische revolutie van 1917. Haar trouw aan de Romanovs, dat ze vrijwillig bij hen bleef tot het bittere eind, maakt dat ze wordt herdacht. In 1981 werd ze zelfs heilig verklaard als een orthodoxe martelaar door de Russisch-orthodoxe kerk buiten Rusland (ROCOR), maar niet door de Russisch-orthodoxe kerk.
Anna Demidova, of ook wel 'Njoeta', wat haar bijnaam was, werd beschreven als een 'lange, statige blondine'. Haar vader was Stepan Demidov, een welgestelde koopman in Tsjerepovets, waar hij ook diende in de Doema van Tsjerepovets. en was lid van het Huis van Demidov, een Russische adellijke familie. Demidova rondde met succes haar opleiding aan het Instituut for Dienstbaar personeel te Jaroslavl af met een onderwijscertificaat. 

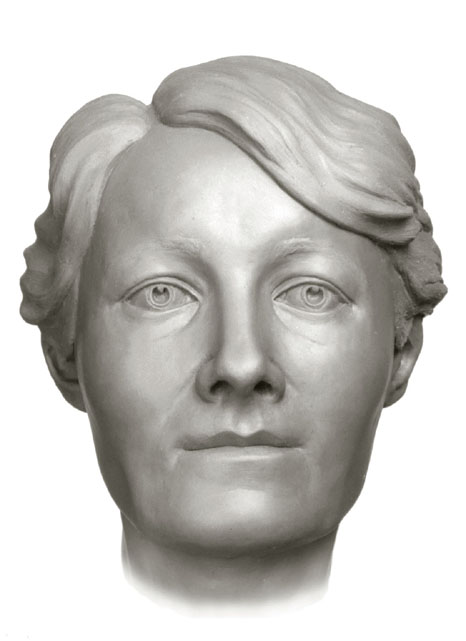
Een forensische gezichtsreconstructie van Anna Demidova door SA Nikitin, 1994.

Later begon Demidova directer in dienst van tsarina Alexandra te werken. Demidova zou de tsarina volgen in haar in gevangenschap. Toen de keizerlijke familie en hun entourage naar Jekaterinenburg reisden, zei Demidova tegen  Charles Sidney Gibbes, de leraar Engels van de Romanovkinderen: 'Ik ben zo bang voor de bolsjewieken, meneer Gibbes. Ik weet niet wat ze met ons gaan doen."
Op de avond van de executie werd de familie wakker gemaakt door hun bewakers en verteld om zich gereed te maken. Voor hun eigen veiligheid zouden ze naar de kelder worden gebracht. Demidova droeg twee kussens waarin edelstenen waren genaaid. Na het eerste salvo van het executiepeloton, kwam Demidova, die was flauwgevallen nadat ze gewond was geraakt, weer bij kennis. Toen ze zag dat ze nog leefde, riep ze uit: "Godzijdank! God heeft mij gered!" Toen ze haar hoorden, keerden de beulen zich tegen haar. Ze probeerde zichzelf nog met haar blote handen te verdedigen, maar werd doodgestoken met bajonetten.